# فرویو (میشیگان)
فرویو (به انگلیسی: Fairview) یک منطقهٔ مسکونی در ایالات متحده آمریکا است که در میشیگان واقع شده‌است. فرویو ۸٫۹ کیلومتر مربع مساحت و ۱٬۱۸۷ نفر جمعیت دارد و ۲۳۹ متر بالاتر از سطح دریا واقع شده‌است.